# Polyboroides
A Polyboroides a madarak osztályának vágómadár-alakúak (Accipitriformes) rendjébe, ezen belül a vágómadárfélék (Accipitridae) családjába tartozó nem.
A nem besorolása vitatott, a rétihéjaformák (Circinae) alcsaládba sorolták, de különálló alcsaládba, az odúhéjaformákhoz (Polyborodinae)  is helyezik.

## Rendszerezésük
A nemet Andrew Smith írta le 1829-ben, az alábbi 2 faj tartozik ide:
- afrikai odúhéja (Polyboroides typus)
- madagaszkári odúhéja (Polyboroides radiatus)

## Előfordulásuk
Az egyik faj Afrikában, a Szaharától délre, a másik Madagaszkár területén honos. Természetes élőhelyeik szubtrópusi, trópusi és mérsékelt övi erdők, füves puszták, szavannák és cserjések. Állandó, nem vonuló fajok.

## Megjelenésük
Testhosszuk 51–68 centiméter közötti. Arcrészük csupasz.
|  |

## Életmódjuk
Kisebb gerincesekkel és ízeltlábúakkal táplálkoznak.